# Moralia, sive Expositio in Job

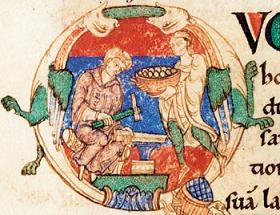
Letra capital de un manuscrito de la Moralia in Job, conservado en la Abadía de Saint-Pierre at Préaux, c. -.

Moralia, sive Expositio in Job (a veces abreviado Moralia in Job) es el título de los comentarios de san Gregorio Magno al libro bíblico de Job. Es llamado también Magna Moralia, aunque no debe confundirse con la Gran Ética de Aristóteles, conocida por el mismo título. La obra fue escrita entre los años 578 y 595, mientras Gregorio estuvo en la corte de Tiberio II en Constantinopla, aunque se terminó en Roma, varios años después. Se trata de uno de los principales trabajos de Gregorio y abarca unos 35 volúmenes, constituyendo un amplio examen de cuestiones morales según la teología patrística. Esta obra, la más extensa e importante de las escritas por este monje, es también una de las más leídas y copiadas durante la Edad Media.

## Orígenes
El papa Benedicto I ordenó a Gregorio, junto a otros siete monjes, como diácono de Roma (regionarii) y lo envió como apocrisario (apocrisiarius) a Constantinopla, en misión renovada por Pelagio II, sucesor de Benedicto, en 579. Del 579 al 581 aproximadamente, trabajó en dos tareas importantes: en la controversia monofisita con Eutiquio, el patriarca de Constantinopla, sobre la naturaleza de los cuerpos tras la resurrección, y en la escritura de las Moralia.
Durante su desempeño en Constantinopla, Gregorio predicó una serie de sermones sobre el Libro de Job. Estos sermones se anotaron primero y se transcribieron después de forma abreviada en tablillas de cera. Más tarde, este nuevo texto se transcribía en rollos de papiro y las tablillas de cera se alisaban para ser reutilizadas. Para estos Morales se utilizaron 35 rollos de papiro (correspondientes a 35 capítulos).
Hacia el año 583, Gregorio fue a ofrecer su Moralia a Leandro de Sevilla. En la dedicación de su obra, Gregorio se reprocha haber esperado demasiado para seguir su vocación de monje, que sentía poseer desde hacía mucho tiempo. Gregorio, sin embargo, sólo fue realmente monje del 575 al 579, lo que no le impidió vivir en Constantinopla de manera casi conventual en compañía de un buen número de sus hermanos que trajo de Cælius, para quien había transcrito su trabajo en primer lugar.
Cuando Gregorio se convirtió en Papa en 590, el texto fue transcrito una vez más, esta vez en pergamino, seis en total, escritos en caligrafía uncial.

## Doctrina
San Gregorio plantea una lectura casi literal del Libro de Job, centrado en la gracia divina y en la mansedumbre propia del creyente al aceptar lo bueno y lo malo de Dios:

«Si aceptamos de Dios los bienes, ¿no vamos a aceptar los males? Es un gran consuelo en medio de la tribulación acordarnos, cuando llega la adversidad, de los dones recibidos de nuestro Creador. Si acude en seguida a nuestra mente el recuerdo reconfortante de los dones divinos, no nos dejaremos doblegar por el dolor. Por esto, dice la Escritura: En el día dichoso no te olvides de la desgracia, en el día desgraciado no te olvides de la dicha.»
Gregorio Magno, Moralia sive Expositio in Job, libro 3, 15-16

Job es presentado como un fiel creyente, ejemplo de fe y abnegación y, por ello, recompensado por Dios.

## Ejemplares de la obra

### Francia
Uno de los ejemplares más admirados por sus miniaturas son los Moralia de la Abadía de Císter, caracterizados por sus representaciones de escenas violentas (guerras, peleas), salvajes (peleas de animales), más tranquilas sobre la vida cotidiana de los monjes (siega, tala, etc.) o más generales sobre la vida feudal de la época. El manuscrito es en parte un palimpsesto. Este códice probablemente fue copiado en Luxeuil ya que está escrito con las llamadas minúsculas de Luxeuil. El scriptorium de Luxeuil dio a conocer también otra obra de Gregorio, los Comentario sobre Ezequiel, copiado hacia el 650-700.

### Gran Bretaña
Se conserva también una copia en la Biblioteca Británica del siglo VIII que contiene los Libros I a V. Le falta el último folio y termina con las palabras "et singuli tota". Utiliza una escritura merovingia sobre vitela y tiene 145 folios. En el siglo XV el manuscrito pertenecía al monasterio de Ottobeuren, en Baviera.

### España
De los ejemplares creados en la península ibérica se conservan:
- 2 del siglo IX
- 9 del siglo X
- 3 del siglo XI
- 3 del siglo XII
- 2 del siglo XIII
- 3 del siglo XIV
- 5 del siglo XV

Se conserva en Mánchester (en la Biblioteca universitaria John Rylands) uno de los ejemplares más antiguos fechado en el año 914 redactado en escritura visigótica.
Otro manuscrito son las Moralia in Job de Valeránica, objeto de numerosos estudios y publicaciones, está fechado en 945, está profusamente iluminado y se conserva en la Biblioteca Nacional de España. Fue escrito por Florencio de Valeránica en el monasterio de San Pedro de Berlangas (Burgos).

## Ediciones
- Basilea: Nicolaus Kesler, (1496)[9]
- Patrologia Latina de Migne, volúmenes 75–76.
- "Library of the Fathers" (4 vols., Oxford, 1844, traducción al inglés)[10]